# Quibus quantisque malis

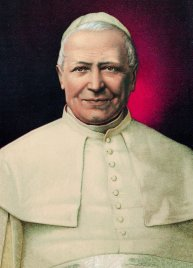
Pio IX

Quibus quantisque malis foi uma alocução papal de Pio IX dirigida ao Consistório de Cardeais em 20 de abril de 1849, discutindo a recente atmosfera política. 
Pio IX foi eleito Papa em junho de 1846, durante um período de agitação política que finalmente levou às revoluções de 1848 . Em Quibus quantusque, Pio IX faz uma análise retrospectiva de seus primeiros três anos como papa. Ele discute alguns dos eventos mais importantes, suas intenções e as manobras de certos elementos revolucionários que trabalharam para capitalizá-los. Um de seus primeiros atos foi declarar anistia para todos os presos políticos mantidos nas prisões papais. Revolucionários em Roma exploraram as concessões de Pio IX e incitaram continuamente a população a exercer pressão para obter outras. 
 E não escapa a ninguém que muitos que receberam generosamente esse perdão não apenas mudaram seus pensamentos, como esperávamos, mas, em vez disso, à medida que persistiam cada dia mais amargamente em seus projetos e maquinações, não havia nada que eles deixaram por fazer, nada que não ousassem, nada que não tentassem, para abalar e derrubar o Principado civil do pontífice romano e seu governo, como eles já estavam planejando há muito tempo e, ao mesmo tempo, eles trouxerm uma guerra mais amarga contra Nossa Santíssima Religião. 
 Embora o discurso não mencione especificamente a Maçonaria, Hermann Gruber, escrevendo na Enciclopédia Católica, a lista entre os pronunciamentos papais contra a Maçonaria. e por fontes maçônicas como equiparando a Maçonaria ao Socialismo e Comunismo. Uma tradução para o inglês foi publicada online.